# Wer Sorgen hat …
Wer Sorgen hat … ist ein Werbefilm für Spirituosen der Firma Bramsch (Dresden), produziert von der DEFA-Produktion Sachsen im Jahr 1948.

## Handlung
Ein älterer Herr entdeckt an einem Getränkegeschäft einen Aushang, dass es wieder eine Zuteilung von Trinkbranntwein gibt und findet das wundervoll. Eine hinter ihm stehende Frau findet das aber nicht in Ordnung, da sie lieber die Kartoffeln hätte, die hier zu Schnaps gemacht wurden. Doch die Stimme aus dem Off antwortet ihr, dass beides geht, Kartoffeln und Spirituosen und der Film begründet das mit Aufnahmen aus dem Produktionsprozess.
Bei der Firma Bramsch in Dresden wird Spiritus und Presshefe ausschließlich aus Melasse, einem Restprodukt der Zuckerfabrikation hergestellt. Die Melasse wird in großen Bottichen zu Spiritus und Hefe vergoren. Über Separatoren und Filterpressen gewinnt man daraus die Hefe, die als Treibmittel für die Bäckereien und als hochwertiges Eiweißnahrungsmittel in den Handel kommt. In der Brennerei wird der Alkohol als technischer Rohsprit gewonnen, der für Trinkzwecke noch besonders gereinigt werden muss. So werden ohne Getreide und Kartoffeln, die der Volksernährung vorbehalten sind, begehrte Nahrungs- und Genussmittel hergestellt.
Drum bleibt es weiter, wie bisher: Wer Sorgen hat, der hat auch Bramsch-Likör. Dresdner Presshefen- und Kornspirituosen-Fabrik J.L. Bramsch